# Ruben Jille

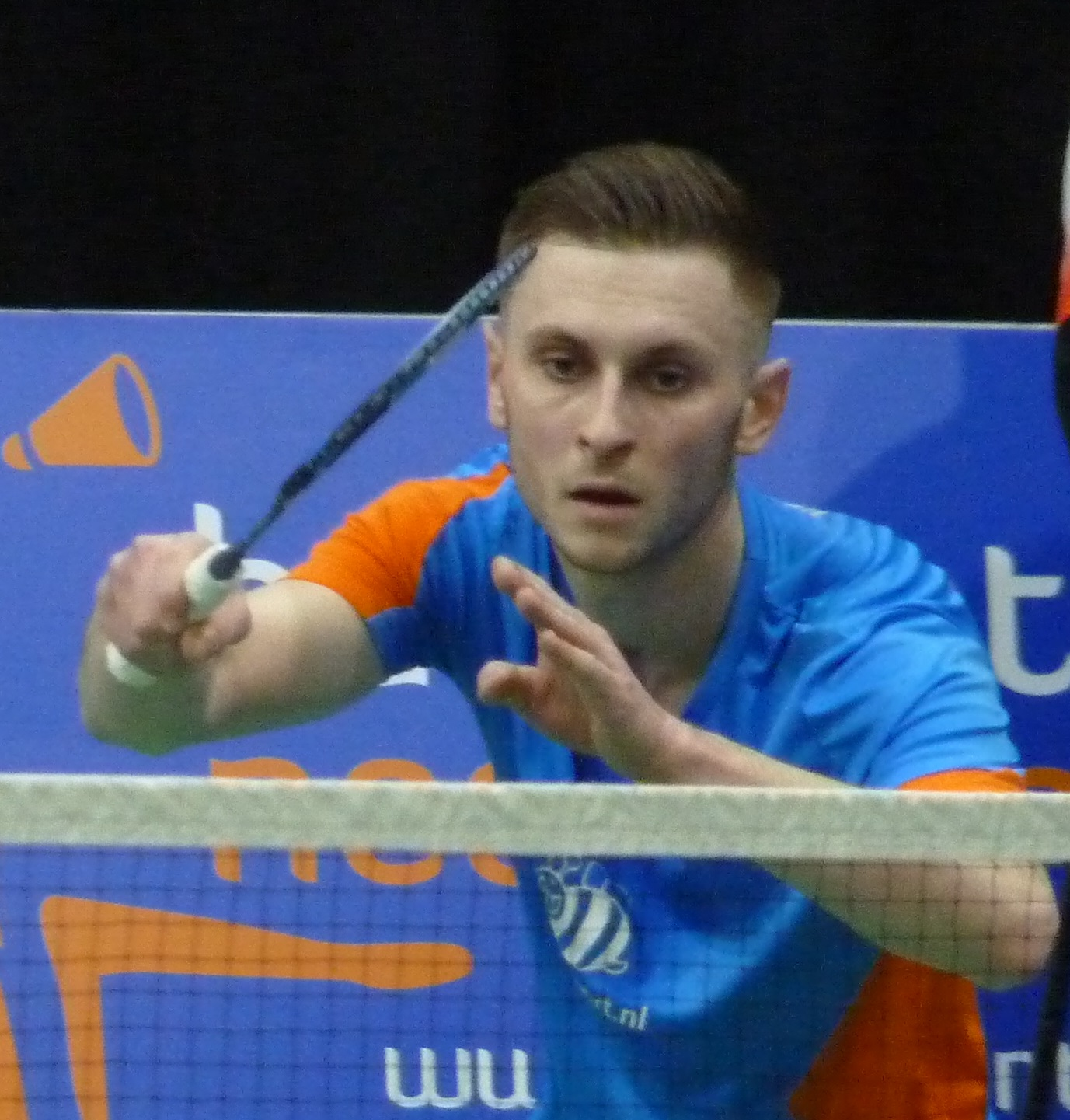
Ruben Jille

Ruben Jille (* 11. Juli 1996 in Nieuwegein) ist ein niederländischer Badmintonspieler.

## Karriere
Jille begann bei einem Verein in Houten Badminton zu spielen. 2013 gab er sein internationales Debüt bei den Dutch International und wurde im folgenden Jahr in den niederländischen Nationalkader aufgenommen. Bei den niederländischen Meisterschaften erreichte der vierfache niederländische Juniorenmeister 2016 an der Seite von Robin Tabeling das Endspiel im Herrendoppel. 2017 erspielte Jille mit Jacco Arends bei den Spanish International seinen ersten Titel bei einem Wettkampf der Badminton World Federation und zog bei den Scottish Open ins Finale ein. Mit Iris Tabeling wurde er bei den nationalen Meisterschaften Zweiter. Im nächsten Jahr triumphierte Jille bei den Belgian International und kam bei den niederländischen Meisterschaften unter die besten drei. Mit dem 1. BC Bischmisheim gewann er die Bundesliga und verteidigte den Titel in der folgenden Spielzeit. 2019 wurde er im Gemischten Doppel mit Alyssa Tirtosentono Zweiter bei den Polish International, bei den Mannschaftseuropameisterschaften erspielte er mit dem niederländischen Nationalteam die Bronzemedaille und wurde im Mixed mit Imke van der Aar nationaler Meister und Vizemeister im Herrendoppel. Im folgenden Jahr zog Jille an der Seite von Ties van der Lecq ins Endspiel der Austrian International ein und siegte bei den nationalen Titelkämpfen, bei denen er auch im Mixed Zweiter wurde. Außerdem erreichte er mit dem niederländischen Herrenteam das Endspiel der Europameisterschaften, in dem sie gegen die dänischen Rekordmeister unterlagen. In der Saison 2020/21 gewann er zum dritten Mal mit seinem Verein den Meistertitel in der Bundesliga. 2022 triumphierte Jille zum ersten Mal bei einem Wettkampf der BWF World Tour, als er bei den Orléans Masters Erster wurde. Mit dem 1. BC Bischmisheim erreichte er das Endspiel der deutschen Mannschaftsmeisterschaften. Bei der Europameisterschaft erspielten Jille und van der Lecq die Bronzemedaille.

## Sportliche Erfolge
| Jahr | Veranstaltung                              | Platz | Disziplin    | Spielpartner        |
| ---- | ------------------------------------------ | ----- | ------------ | ------------------- |
| 2014 | Niederländische Juniorenmeisterschaft 2014 | 1.    | Mixed        | Alida Chen          |
| 2015 | Niederländische Juniorenmeisterschaft 2015 | 1.    | Herrendoppel | Alex Vlaar          |
| 2015 | Niederländische Juniorenmeisterschaft 2015 | 1.    | Mixed        | Alida Chen          |
| 2015 | Niederländische Juniorenmeisterschaft 2015 | 1.    | Herreneinzel |                     |
| 2016 | Niederländische Meisterschaft 2016         | 2.    | Herrendoppel | Robin Tabeling      |
| 2017 | Spanish International 2017                 | 1.    | Herrendoppel | Jacco Arends        |
| 2017 | Scottish Open 2017                         | 2.    | Herrendoppel | Jacco Arends        |
| 2017 | Niederländische Meisterschaft 2017         | 2.    | Mixed        | Iris Tabeling       |
| 2017 | Bundesliga 2016/17                         | 3.    | Mannschaft   | 1. BC Düren         |
| 2018 | Belgian International 2018                 | 1.    | Herrendoppel | Jacco Arends        |
| 2018 | Niederländische Meisterschaft 2018         | 3.    | Herrendoppel | Jacco Arends        |
| 2018 | Bundesliga 2017/18                         | 1.    | Mannschaft   | 1. BC Bischmisheim  |
| 2019 | Niederländische Meisterschaft 2019         | 2.    | Herrendoppel | Jacco Arends        |
| 2019 | Polish International 2019                  | 2.    | Mixed        | Alyssa Tirtosentono |
| 2019 | Niederländische Meisterschaft 2019         | 1.    | Mixed        | Imke van der Aar    |
| 2019 | Bundesliga 2018/19                         | 1.    | Mannschaft   | 1. BC Bischmisheim  |
| 2019 | Europameisterschaft 2019                   | 3.    | Mannschaft   | Niederlande         |
| 2020 | Austrian International 2020                | 2.    | Herrendoppel | Ties van der Lecq   |
| 2020 | Niederländische Meisterschaft 2020         | 1.    | Herrendoppel | Ties van der Lecq   |
| 2020 | Niederländische Meisterschaft 2020         | 2.    | Mixed        | Alyssa Tirtosentono |
| 2020 | Europameisterschaft 2020                   | 2.    | Mannschaft   | Niederlande         |
| 2021 | Bundesliga 2020/21                         | 1.    | Mannschaft   | 1. BC Bischmisheim  |
| 2022 | Orléans Masters 2022                       | 1.    | Herrendoppel | Ties van der Lecq   |
| 2022 | Bundesliga 2021/22                         | 2.    | Mannschaft   | 1. BC Bischmisheim  |
| 2022 | Europameisterschaft 2022                   | 3.    | Herrendoppel | Ties van der Lecq   |